# 马尔多纳多省
马尔多纳多省 (西班牙語：Departamento de Maldonado) 為南美國家烏拉圭十九省之一省，位於烏拉圭東南部，該省省会為马尔多纳多。